# Hetschburg
Hetschburg település Németországban, azon belül Türingiában. Lakosainak száma 239 fő (2023. december 31.). Hetschburg Bad Berka és Buchfart községekkel határos.

## Népesség
A település népességének változása:
| Lakosok száma | 228  | 232  | 245  | 245  | 239  |
|               | 2017 | 2019 | 2021 | 2022 | 2023 |